# Andrij Podkovyrov
Andrij Anatolijovytsj Podkovyrov (Oekraïens: Андрій Анатолійович Подковиров, Russisch: Андрей Анатольевич Подковыров) 10 september 1961, Dnjepropetrovsk, is een voormalig professioneel basketbalspeler uit Oekraïne die uitkwam voor het basketbalteam van de Sovjet-Unie.

## Carrière
Podkovyrov begon zijn carrière in 1983 bij Metal Dnjepropetrovsk. Na één jaar ging hij naar Spartak Vorosjilovgrad. Na één jaar ging hij naar de Oekraïens topclub Boedivelnyk Kiev. Met die club won hij het Landskampioenschap van de Sovjet-Unie in 1989. In 1990 verhuisde hij naar ASC 09 Dortmund in Duitsland. In 1993 keerde hij terug naar Oekraïne om te spelen voor Kiev Basket. In 1996 stopte hij met basketbal.
In 1990 won Podkovyrov brons op de Goodwill Games met de Sovjet-Unie.
Podkovyrov werd assistent coach onder hoofdcoach Valeri Tichonenko bij de Russische topclub CSKA Moskou in 2001. Na één seizoen werd hij hoofdcoach van Azovmasj Marioepol. Hij werd met Azovmash twee keer Landskampioen van Oekraïne in 2003 en 2004. Na 2005 werd hij nog coach bij Evraz Jekaterinenburg, Tsjerkasy Mavpy, Energa Czarni Słupsk, Azovmasj Marioepol, Boedivelnyk Kiev, Politechnika-Halytsjyna Lviv en Avanhard Kiev.

## Erelijst
- Landskampioen Sovjet-Unie: 1
  - Winnaar: 1989
  - Derde: 1988, 1990
- Goodwill Games:
  - Brons: 1990